# Ієн Гарріс (тенісист)
Ієн Гарріс (англ. Ian Harris; нар. 16 листопада 1952) — колишній американський тенісист.
Найвищу одиночну позицію світового рейтингу — 259 місце досяг 4 січня 1982, парну — 288 місце — 3 січня 1983 року.

## Титули на челленджерах

### Парний розряд: (2)
| Ранг | Рік  | Турнір        | Покриття | Партнер       | Суперники                         | Рахунок  |
| ---- | ---- | ------------- | -------- | ------------- | --------------------------------- | -------- |
| 1.   | 1981 | Огун, Нігерія | Ґрунт    | Крейг Віттус  | Ґай Фріц Гаррі Фріц               | 7–6, 7–6 |
| 2.   | 1981 | Барі, Італія  | Ґрунт    | Белус Прахокс | Джанні Маркетті Алехандро П'єрола | 6–4, 6–2 |